# Le Chemin (roman)
Pour les articles homonymes, voir Le Chemin (homonymie).
Le Chemin (El Camino), célèbre roman, est le troisième du grand écrivain espagnol Miguel Delibes, publié en  1950.
Roman d'apprentissage exaltant la nature et le temps passé, dans le style riche et élégant de Delibes, racontant la vie d'un village et de ses habitants frustes mais attachants. On suit l'histoire d'un jeune garçon d'une dizaine d'années avant qu'il parte à la ville pour suivre des études au collège, ses camarades, sa connaissance de la nature, sa découverte des secrets de la vie et de la mort, ses premiers émois.
L'intrigue se déroule dans l'Espagne rurale d'après-guerre. Malgré l'absence de références géographiques, il est facile d'en identifier le lieu : il s'agit de la Cantabrie, plus particulièrement le village de Molledo (dans la vallée d'Iguña), où l'auteur passait enfant ses vacances d'été. Selon lui, c'est avec cette œuvre qu'il trouve son style narratif. D'après la quatrième de couverture de l'édition d'avril 1980 (éditorial Destinolibro), l'intrigue se déroule dans une « petite bourgade castillane », car la Cantabrie n'avait pas encore été détachée de la Castille au moment de l'écriture du roman.

## Thèmes présents dans l’œuvre

### La nature
La nature, la chasse, la faune, auxquels l'auteur s'intéresse, sont centraux dans l’œuvre. Delibes passa beaucoup de temps à Molledo, villa natale de ses parents, ce qui lui permit de recréer son environnement avec fidélité. Les protagonistes: Daniel le Hibou, Germán le Teigneux et Roque le Moñigo, font diverses polissonneries dans la vallée.
La nature joue un rôle dans les expériences des personnages. Par les animaux, les enfants connaissent l'origine de la vie. En effet, Daniel et Germán croyaient que la cigogne venait apporter les enfants mais pendant une conversation, Roque le Moñigo leur explique ce qu'est «l'accouchement» en comparant l'accouchement des femmes avec celui des lapines, auquel il avait assisté.

### La mort
Dans l'intrigue se déroulent quatre morts, dont un suicide : la mort de Germán le Teigneux tombé d'une roche dans la rivière; la mort d'Elena, le Piment cadet, d'une maladie; le suicide de Josefina, à cause d'un chagrin d'amour lié à Quino le Manchot, celle-ci se déshabille sur un pont et se suicide nue, et la mort de tuberculose  de l'épouse de Quino. En réalité, le roman commence lorsque Daniel prend conscience de la mort. .

### L'amour et l'amitié
L'amour et l'exaltation de l'amitié sont présents tout au long de l’œuvre : les trois amis sont inséparables et ne se trahiraient jamais. Les propositions de Roque le Moñigo toujours sont bien accueillies.
Le roman traite de l'amour platonique entre Daniel le Hibou et la fille de l'Indiano: la Mica, qui a dix ans de plus que Daniel. Il aime tout d'elle : la voix, la peau, jusqu'aux mouvements, mais jamais elle ne connaîtra cette fantaisie enfantine.
Un personnage qui aime Daniel est la Mariuca-uca, fille de Quino le Manchot, qui essaie de jouer avec lui; mais étant une fille, elle est rejetée des enfants. Mariuca dit ouvertement à Daniel qu'elle aime le regarder. Daniel, malgré le fait qu'il l'a toujours fuie, finit par oublier la Mica et par se rendre compte qu'il a des sentiments pour elle.

### Critique des mœurs
Le personnage dont Delibes fait le plus souvent la satire apparait dans le roman : la bigote, incarnée par l'ainée des Piments (et  dans une moindre mesure par d'autres personnages), qui a un rapport hypocrite au christianisme, feignant la piété. Ses sermons sont écœurants comme le piment.

Roque le Moñigo, un garçon fort et rude, a des préjugés sur la façon dont doit se comporter un homme : selon lui, un homme ne doit jamais pleurer, même quand son père meurt dans la douleur.

Par ailleurs, de nombreux personnages admirent la ville, Daniel le Hibou est lui-même victime de ce préjugé ; par exemple, il est fasciné par le teint de la Mica, que n'ont pas les filles des champs.

## Personnages principaux

### Daniel, le Hibou
Daniel est le protagoniste du roman. L'histoire commence de nuit. Daniel a onze ans et ira en ville le lendemain. Daniel passe la nuit à se rappeler le bon vieux  temps avec Roque le Moñigo et Germán le Teigneux.
Daniel est surnommé le Hibou car petit, il lançait des regards attentifs et effrayés à tout le monde.

### Roque, le Moñigo
C'est un des deux meilleurs amis de Daniel. C'est un garçon très fort, capable de vaincre plusieurs hommes du village. Il n'a peur de rien hormis des étoiles. Sa mère est morte en couches ; son père, Paco, est le forgeron du village; et sa sœur Sara. Ils le punissent et le menacent, mais Roque les ignore, se contentant d'appliquer ses punitions. Ses amis l’aident à inventer des excuses pour se bagarrer. Ils les oblige à accomplir ce qu'il leur demande de faire .
Roque a une mauvaise réputation dans le village, car il est très informé à propos des femmes. On dit qu'il se mêle de ce qui ne le regarde pas. Il a 13 ans. Il a donc 2 ans de plus que Daniel.

### Germán, le Teigneux
Germán est un garçon assez étrange. Il est maigrichon, frêle et pâle.. Il doit son surnom à la tiña, (la dermatophytose)   une infection par un champignon. Germán est le fils du cordonnier, nommé Andrés, et de Rita la Bête. Germán est le benjamin de la famille.
En pourchassant une couleuvre avec ses amis Daniel et Roque, il tombe, se heurte à une pierre et meurt.

### Salvador, le père de Daniel
Le père de Daniel est le fromager du village. Il est convaincu que le mieux pour Daniel est d'aller étudier à la ville. Lorsque Daniel était petit, il passait du temps avec lui et répondait à toutes ses questions, mais lorsque Daniel grandit, il choisit de le laisser mûrir seul. Son caractère redevient aigre et épargnant. Il a une femme, la mère de Daniel, qui a "le ventre sec" (elle est restée stérile).

### Les Piments
Les trois sœurs habitent dans le village en s'occupant d'une boutique. Elena la cadette des Piments tombe malade et meurt. Pendant ce temps, Irene la benjamine des piments tombe amoureuse de Dimas. Mais il la quitte lorsqu'elle perd son argent. Irene revient au village, abattue, et  est accueillie par sa sœur Lola bien qu'elle n'ait pas suivi ses conseils.

#### Lola, l'aînée des Piments
Comme l'indique son surnom, c'est l'aînée des trois sœurs. Dévote jusqu'au scrupule, elle s'accuse toujours de péchés devant don José. C'est elle qui s'occupe le plus de la boutique. Son surnom lui vient de son petit visage rond et de son caractère piquant comme de l'eau de vie. Elle tente de changer les habitudes des autres et organise des plans avec le curé. Elle critique beaucoup le comportement des habitants du village, comme Paco et Roque.
Lola exige que les jeunes n'aillent pas aux prés et aux bois le dimanche, et s'en mêle en leur prévenant qu'ils sont dans le péché. Lassés, les jeunes tentèrent de la jeter à la rivière. Quino tombe amoureux d'elle.

#### Elena, la cadette des Piments
Aussi laide que ses deux sœurs, elle ne n'est pas aussi religieuse que Lola. Elle meurt de maladie. Lorsque tout le village pleure sa mort, Lola leur répond de se taire, car Dieu a pris la décision d'emporter la plus inutile de la famille.

#### Irene, la benjamine des piments
Tout comme Elena, Irene n'est pas aussi religieuse que Lola : elle lui désobéit souvent et ignore ses conseils. Cependant, elle décide plus tard à les suivre.

### Quino, le Manchot
Quino devient manchot à la suite d'un accident : alors qu'ils coupaient du bois, son frère lui coupa la main avec une hache. Il tient une taverne éloignée du village et peu fréquentée. Il se marie avec la Mariuca, qui est malade, et avec qui il a une fille.
Une autre femme du village, nommée Josefa, tomba amoureuse de lui, et ne le laisse pas en paix. Mais Josefa se suicide en se jetant à la rivière et la Mariuca meurt à cause de la maladie. Alors, Quino se consacre au soin de sa fille, surnommée la Mariuca-uca par sa mère.
Quino épouse l'ainée des Piments, chose qu'il regrette ensuite.

### La Mariuca-uca (ou la Uca-uca)
Son surnom évite la confusion avec sa mère, Mariuca. C'est la fille de Quino. Elle est décrite comme laide, pleine de taches de rousseur et de petite taille.

Depuis sa petite enfance, elle ne cesse de suivre Daniel le Hibou, et celui-ci se débarrasse d'elle, en l'envoyant à la pharmacie, par exemple.
Mariuca-uca demande à Daniel s'il aime la Mica car elle l'aime. Malgré tout cela, la Mariuca-uca (aussi surnommée Uca-uca)est toujours aux côtés de Daniel dans les moments difficiles.

### La Mica
C'est la fille du riche Gerardo l'Indiano. La Mica est beaucoup plus âgée que Daniel, et reste souvent dans le village pour s'occuper des deux frères de son père alors que celui-ci travaille en Amérique. Elle est très blanche, belle et a un bon teint ; elle plait à Daniel.
Une fois, elle surprend Daniel, Roque et Germán en train de voler des pommes dans le verger de son père. Au lieu d'appeler la police, elle leur donne deux pommes à chacun. C'est elle qui donne envie à Daniel d'aller étudier à la ville pour rentrer au village aussi riche que Gerardo afin de pouvoir rester avec elle.
Daniel est attristé d'apprendre qu'elle est fiancée, mais il surmonte sa tristesse.

### Gerardo, l'Indiano (c'est-à-dire l'homme revenu riche d'Amérique)
L'Indiano, père de la Mica, est le benjamin des fils de Micaela, et, d'après tout le village, le plus bête de tous. Il alla en l'Amérique pour gagner de l'argent et en est rentré riche. Il a trois cargos, deux restaurants de luxe. Il n'est pas vraiment décrit car il passe l'histoire du roman en Amérique. Il a deux frères, César, l'ainé et Damián, le cadet.

### Don José, le curé
Il participe aux projets de l'ainée des Piments pour rendre le village meilleur. Gentil et patient, on dit qu'il est un saint. Des hommes parient de l'argent pour savoir combien de fois il dit  «en réalité»  pendant la messe.

## Adaptations

### Cinéma
- 1963 : Le Chemin (film, 1964) (El camino), réalisé par Ana Mariscal (sorti en France le 13 octobre 2021)

### Télévision
- 1978 : El camino, série espagnole